# 의사 김응삼 순절비
의사 김응삼 순절비는 대한민국 전라남도 구례군 마산면에 있다. 2007년 12월 12일 구례군의 향토문화유산 제15호로 지정되었다.

## 개요
김응삼(1876~1906)은 1876년에 토지면 파도리에서 출생하였으며, 임신년(壬申年)과 기유년(己酉年)에 성중(城中)의 의병이 왜군을 토벌하기 위해 창평의 고광순의장이 지리산 문수동(文殊洞) 토굴암(土窟庵)에 이르렀다는 소식을 듣고 바로 그날 어머니께 아뢰고 달려가서 형에게 어머니를 받들 것을 매우 간곡히 말하고 칼을 잡고 의자영(義將營)으로 갔다. 고광순 의장의 지시에 따라 박주일(朴周逸)과 병사들을 인솔하고 화개장으로 나가 수명의 적을 쳐서 넘어뜨리고 그 군계(軍械)를 획득했다. 날이 저물어 적의 대대가 이르러서 후원(後援)이 끊기고 힘이 다되어 지키지 못하고 전사하였다.